# Громова Аріадна Григорівна
Аріа́дна Григо́рівна Гро́мова (рос. Ариа́дна Григо́рьевна Гро́мова, 2 грудня (15 грудня) 1916, Москва (за іншими даними — Київ) — пом.13 листопада 1981, Москва) — російська радянська письменниця-фантастка, літературний критик та перекладач.

## Біографія
Народилась Аріадна Громова в 1916 року ймовірно в Москві, проте невдовзі її сім'я переїхала до Києва, де майбутня письменниця жила до початку Другої світової війни. Аріадна Громова з дитинства захоплювалась літературою, і закінчила історико-філологічний факультет Київського університету, пізніше також здобула науковий ступінь кандидата філологічних наук. Після початку німецько-радянської війни Аріадна Громова залишилась у окупованому німецькими військами Києві у зв'язку із хворобою свого чоловіка-єврея, працювала в радянському підпіллі. Для того, щоб врятувати чоловіка від загибелі, вона зуміла підробити його документи, де вказувалась інша національність, проте після доносу ліфтерки із її будинку чоловіка спочатку заарештували. а потім знищили окупанти. Саму ж Громову німці арештували й пізніше відправили до концтабору в Польщу, проте по дорозі їй вдалось утекти та повернутись до Києва, де вона надалі працювала в радянській підпільній організації. Пізніше Аріадну Громову повторно арештували німці, проте й удруге їй вдалось утекти з-під варти.
Після закінчення війни Аріадна Громова кілька років працювала викладачем у Челябінському педінституті, а пізніше переїхала до Москви. У радянській столиці Громова працювала у московській організації Спілці письменників РРФСР, де очолювала секцію наукової фантастики. Окрім літературної творчості Громова активно займалась літературним перекладом, найбільше з польської мови, а також із англійської. Найбільше Аріадна Громова надавала увагу творчості Станіслава Лема, який став її особистим другом, і часто приїздив до неї в Москву. Сама Громова критично ставилась до радянської влади, а її квартира стала своєрідним салоном, у якому збирались як люди мистецтва, так і просто цікаві для письменниці люди. Частим гостем у її квартирі був Володимир Висоцький, а Громова, окрім того, що була великою шанувальницею його таланту, брала участь у підготовці до видання збірника віршів Висоцького. У 60-х роках ХХ століття Аріадна Громова входила до неформального московського гуртка письменників-фантастів, організованого за ініціативою Сергія Жемайтіса, який збирався у редакції фантастики видавництва «Молода гвардія» (до цього гуртка входили також Аркадій Стругацький, Север Гансовський, Анатолій Дніпров, Роман Подольний, Єремій Парнов, Дмитро Біленкін, Михайло Ємцев, Олександр Мірер). У 1966 році письменниця взяла участь у написанні фантастичної повісті-буріме «Ті, що летять крізь мить».
Померла Аріадна Громова у Москві 13 листопада 1981 року після важкої хвороби.

## Літературна творчість
Публікуватися у періодичних виданнях Аріадна Громова розпочала ще в 1935 році, проте повноцінну літературну діяльність вона розпочала з 1958 року, коли вийшла друком перша частина її роману «Лінія фронту на Сході», присвячену опису подій німецько-радянської війни на території України. Друга частина роману так і не була надрукована з ідеологічних міркувань. У 1959 році письменниця у співавторстві з Віктором Комаровим опублікувала свій дебютний фантастичний роман «Слідами Невідомого», в якому описується знахідка в Гімалаях марсіанського космічного корабля. У наступному самостійному романі письменниці «Поєдинок із собою» оповідається про експерименти на головному мозку людини, внаслідок чого створюються штучні антропоїди, які повстають проти свого творця. У повісті «У крузі світла» описується група телепатів, які вижили після Третьої світової війни, та стоять перед непростим моральним вибором. У повісті «Глеги» описується вимушене втручання землян у життя іншопланетної цивілізації. У співавторстві з Рафаїлом Нудельманом вона написала детективний фантастичний роман «В інституті часу йде розслідування», де оповідається про подорож героя роману у власне минуле, де він убиває сам себе, що призводить до створення ланцюжка хроноклазмів. Разом із Нудельманом Громова написала також фантастичну повість «Всесвіт за рогом». Аріадна Громова дуже любила тварин, особливо котів, і її роман «Ми однієї крові — ти і я!» описує, як простий хлопець зумів встановити телепатичний і мовний контакт зі своїм котом Барсом, завдяки чому він став краще розуміти не лише тварин, а й інших людей. Письменниця написала також кілька фантастичних оповідань.
Аріадна Громова відома не лише своїми фантастичними творами, але й тим, що вона стала одним із перших критиків-фантастикознавців у СРСР. Вона опублікувала велику кількість критичних статей з фантастики, особливо присвячених проблемам утопії та антиутопії, і, за багатьма джерелами, саме її активна позиція сприяла тому, що частина фантастичних творів радянських письменників, які зазнавали серйозної критики з боку партійних і радянських органів, усе-таки були опубліковані за часів СРСР.
Аріадна Громова відома також як літературний перекладач. Найбільше уваги вона надавала перекладам з польської мови. Найбільше Аріадна Громова перекладала на російську мову творів Станіслава Лема, зокрема «Непереможний», «Голос Господа», частину «Кіберіади», «Казок роботів», «Розповідей про пілота Піркса» та «Зоряних щоденників Йона Тихого», вона переклала також роман Єжи Жулавського «На срібній планеті», та деякі твори Конрада Фіалковського і Анджея Виджинського, з української мови Громова переклала роман Леоніда Первомайського «Дикий мед».

## Переклади
Твори Аріадни Громової перекладені чеською, естонською та польською мовами.